# The Fall of the Romanoffs
The Fall of the Romanoffs er en amerikansk stumfilm fra 1917 af Herbert Brenon.

## Medvirkende
- Edward Connelly som Grigorij Rasputin
- Alfred Hickman som Nicholas II
- Conway Tearle som Felix Yussepov
- Charles Craig
- Georges Deneubourg som Wilhelm II